# Iossif Iossifowitsch Charlemagne
Iossif Iossifowitsch Charlemagne, auch Joseph-Maria Charlemagne-Baudet, (russisch Иосиф Иосифович Шарлемань Iossif Iossifowitsch Scharleman, Жозеф-Мария Шарлемань-Боде Schosef-Marija Scharleman-Bode; * 1. Apriljul. / 13. April 1824greg. in St. Petersburg; † 26. Apriljul. / 8. Mai 1870greg. ebenda) war ein russischer Architekt, Zeichner und Aquarellist.

## Leben
Charlemagnes Vater war der Architekt Iossif Iwanowitsch Charlemagne. Charlemagnes Großvater Jean Baptiste Charlemagne-Baudet war Bildhauer in Rouen und kam 1777 auf Einladung Katharinas II. nach St. Petersburg. Charlemagne besuchte ab 1838 die deutsche Petrischule und studierte dann an der Kaiserlichen Akademie der Künste in der von Alexander Pawlowitsch Brjullow geführten Architektur-Klasse. 1846 schloss er das Studium als Künstler 2. Klasse ab.

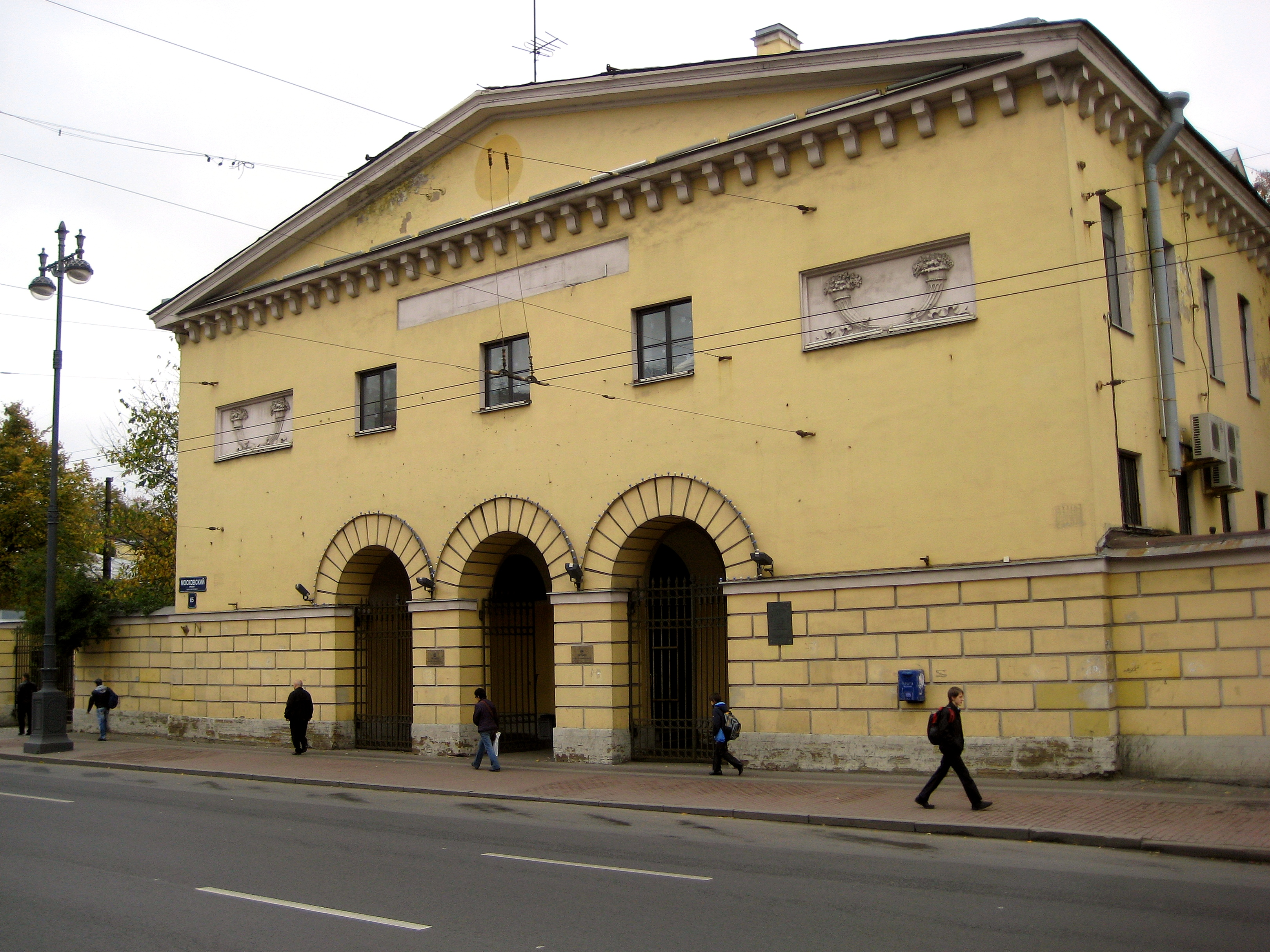
Viehof (1821–1826 nach Charlemagnes Projekt), Moskowski-Prospekt 65, St. Petersburg

1848 trat Charlemagne in den Staatsdienst und begann im Hofamt als Assistent des Architekten Nikolai Jefimowitsch Jefimow beim Bau der Neuen Eremitage (bis 1851). Dann war er als Assistent Auguste de Montferrand an den Zeichenarbeiten für das Denkmal für Nikolaus I. beteiligt. Auch arbeitete er als Assistent bei Nikolai Leontjewitsch Benois. Im Auftrage des Kaiserlichen Hofes und auch von Privatleuten projektierte er Bauten, übernahm aber nie die Realisierung der Bauten und deren Bauüberwachung. Für sein Projekt zum Bau der Datsche an der Peterhof-Chaussee für Großfürst Michael Nikolajewitsch wurde Charlemagne 1857 zum Mitglied der Akademie der Künste für Architektur ernannt.
Bekannt wurde Charlemagne durch seine Aquarellzeichnungen. Zeitweise wurde er mit Aufträgen von Mäzenen und aus der kaiserlichen Familie überschüttet. Ende 1852 gründete er zusammen mit seinem Bruder Adolf Iossifowitsch Charlemagne eine kleine Gesellschaft von jungen Leuten, Künstlern und Kunstfreunden, die sich abends zum Zeichnen trafen. Daraus entstanden die sogenannten Aquarellfreitage. Während seines Auslandsaufenthalts 1860 fertigte Charlemagne eine ganze Serie von Veduten Deutschlands für die Großfürstin Olga Fjodorowna an.
Charlemagne starb nach langer schwerer Krankheit und wurde in St. Petersburg auf dem katholischen Wyborger Friedhof an der Mariä-Heimsuchung-Kirche neben seinem Vater begraben.

## Charlemagnes St. Petersburger Ansichten

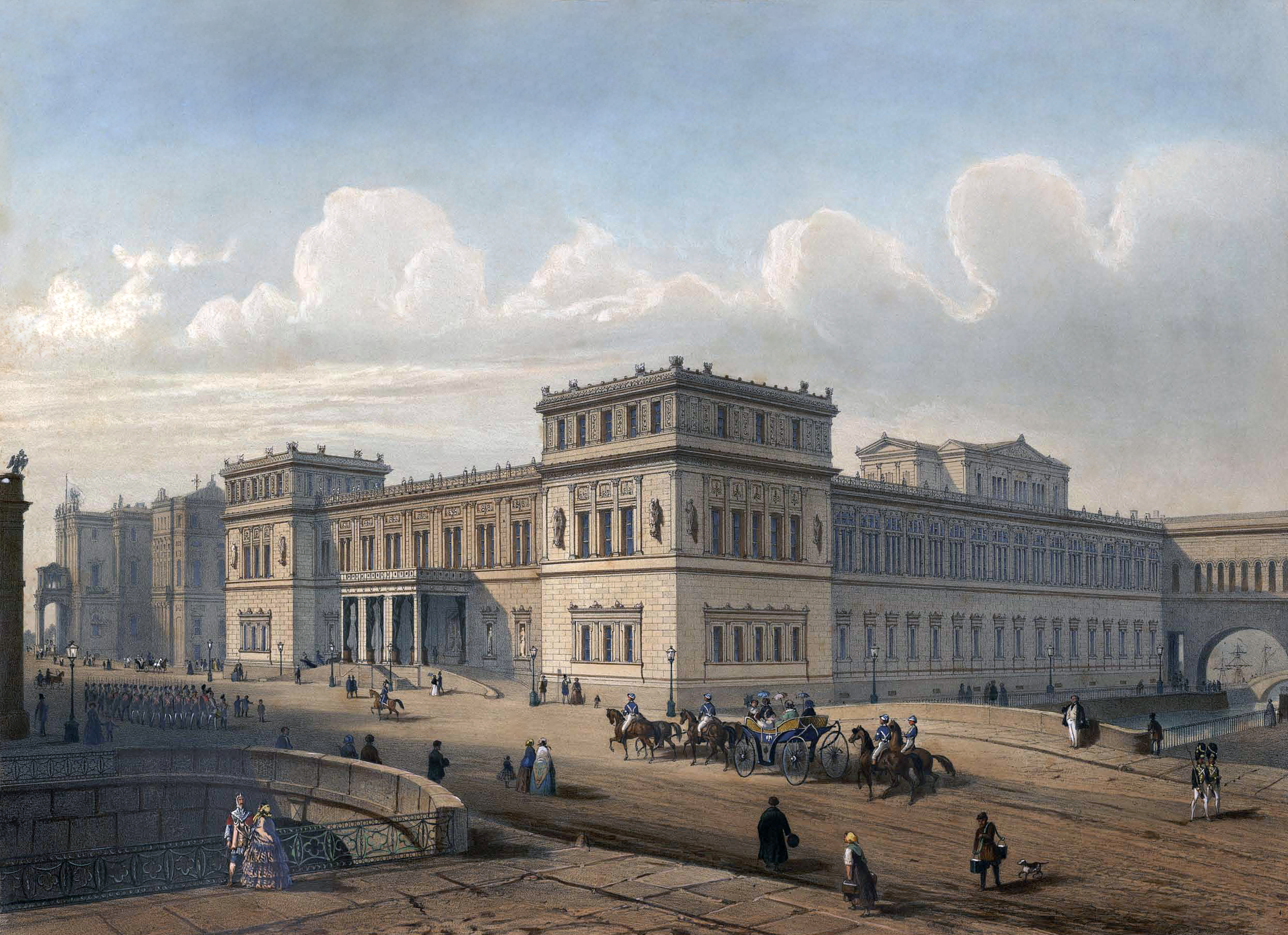
Neue Eremitage
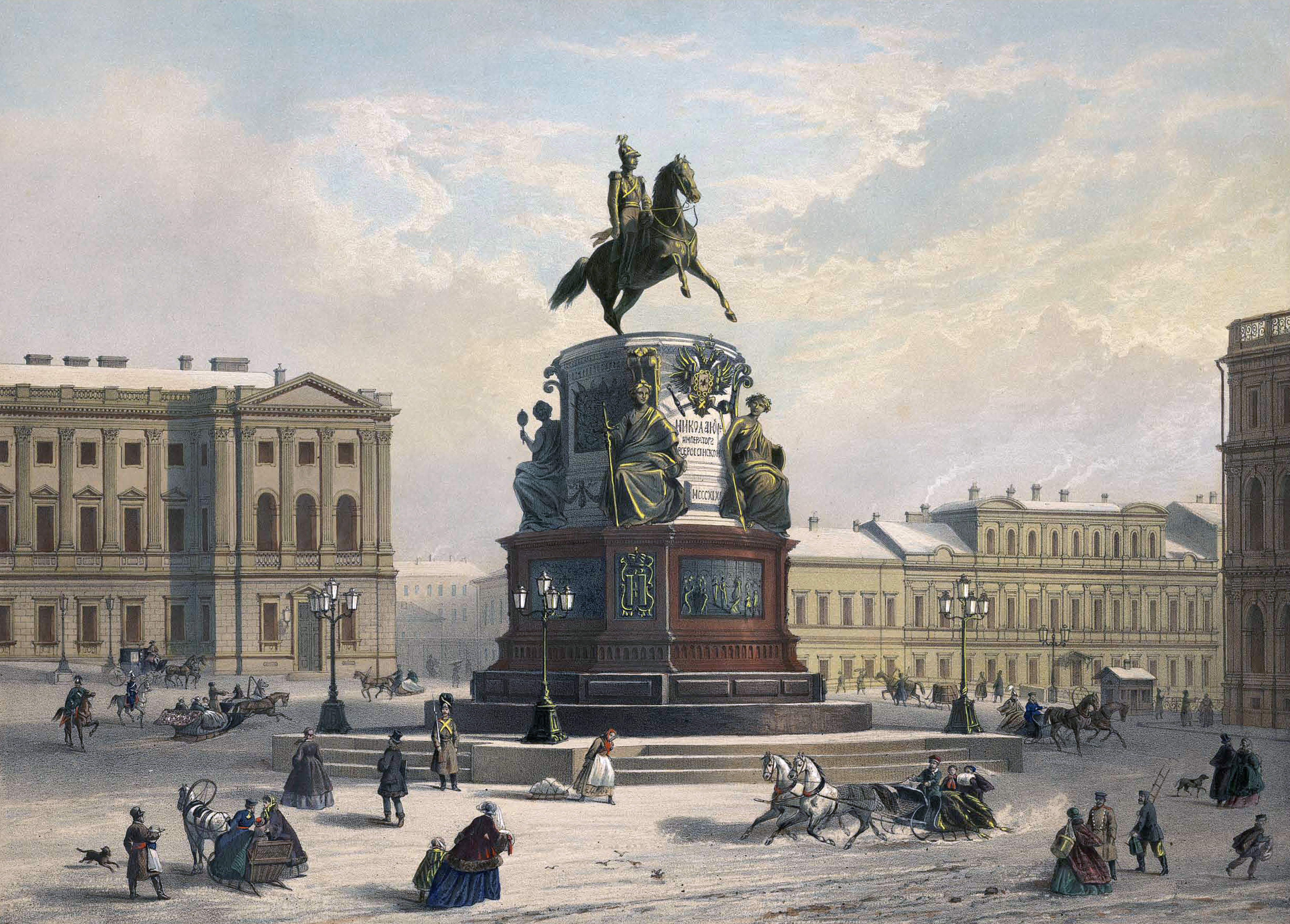
Denkmal für Nikolaus I.
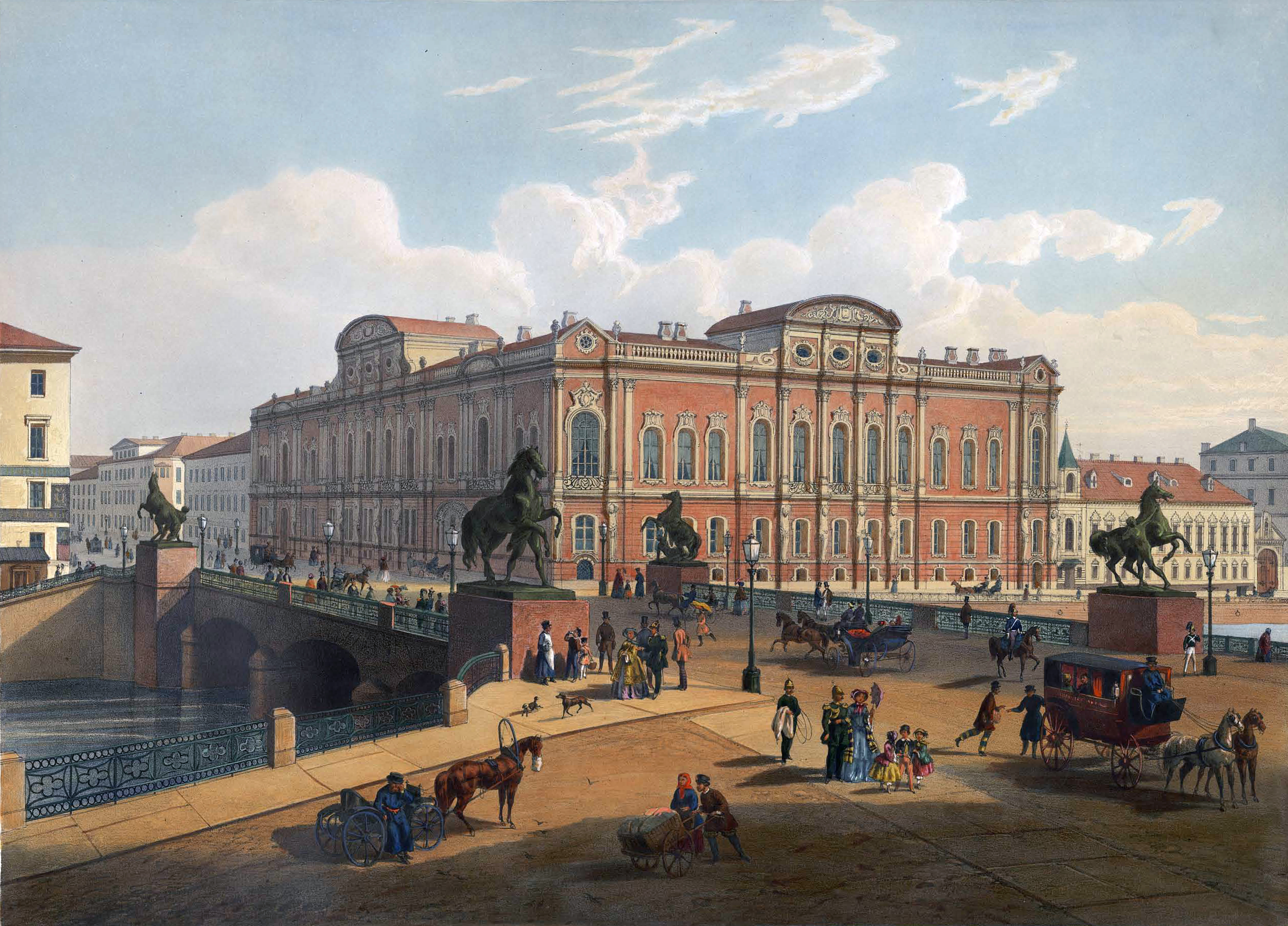
Anitschkow-Brücke und Belosselski-Beloserski-Palast
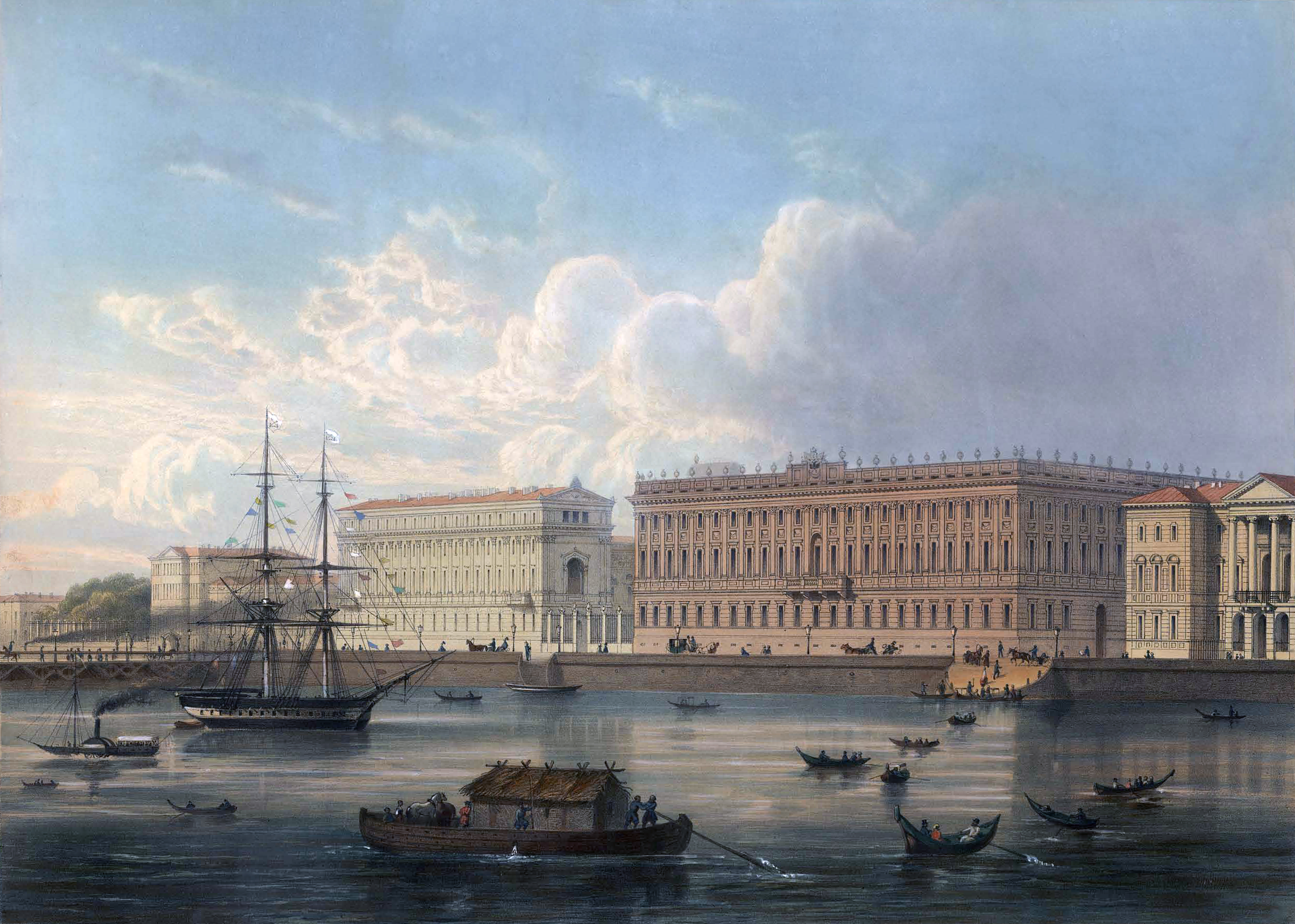
Marmorpalast
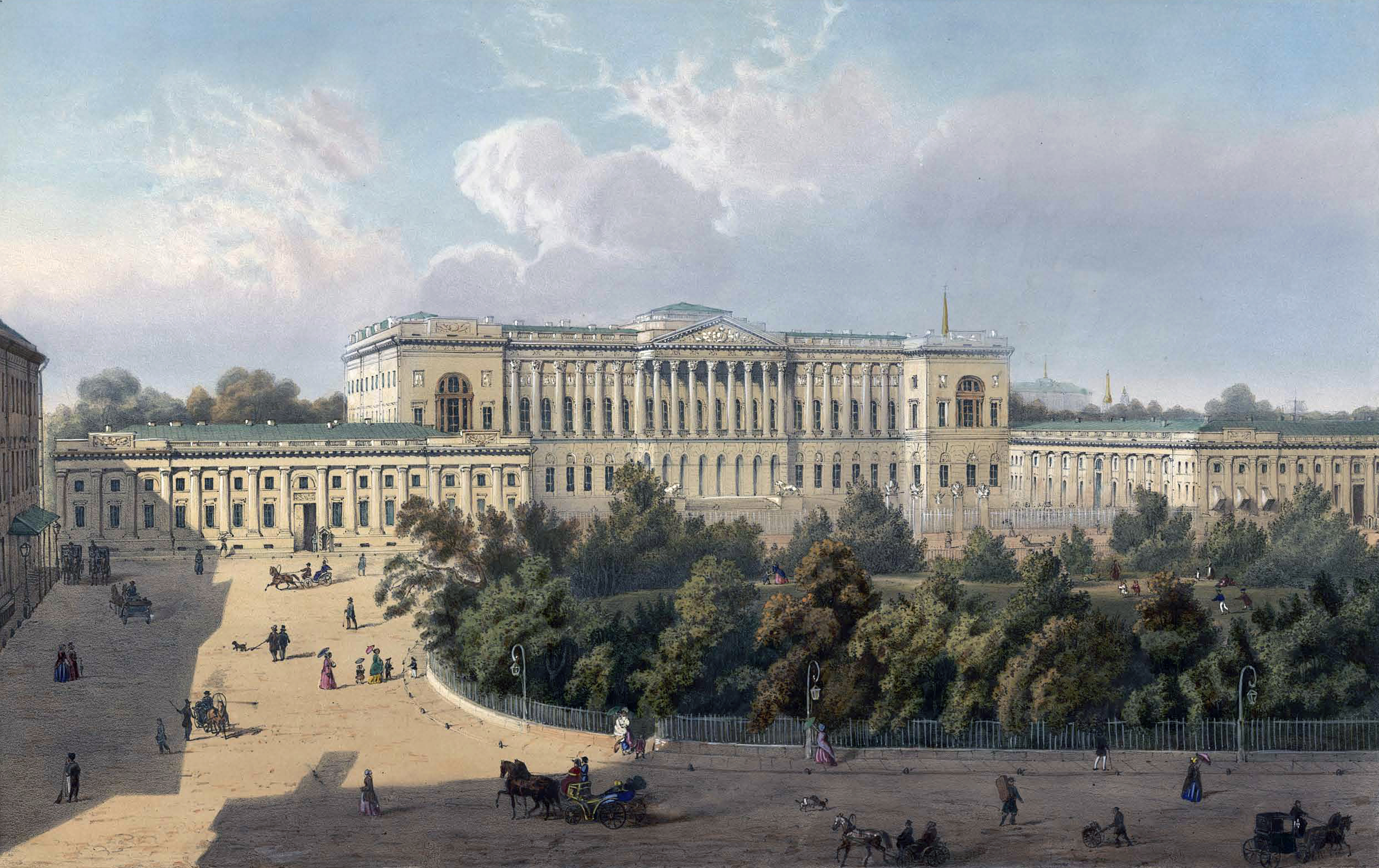
Michailowski-Palast
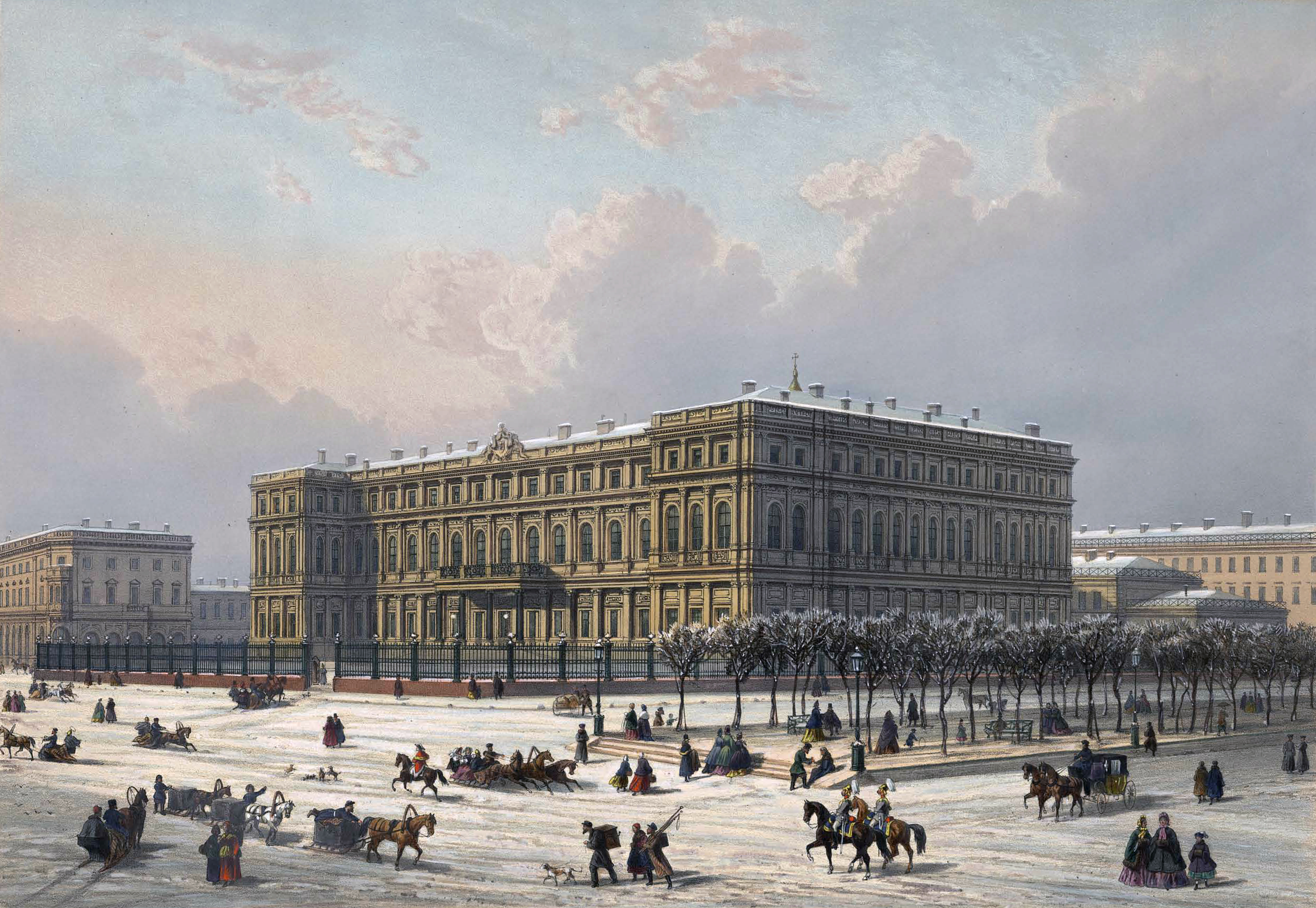
Nikolai-Palast
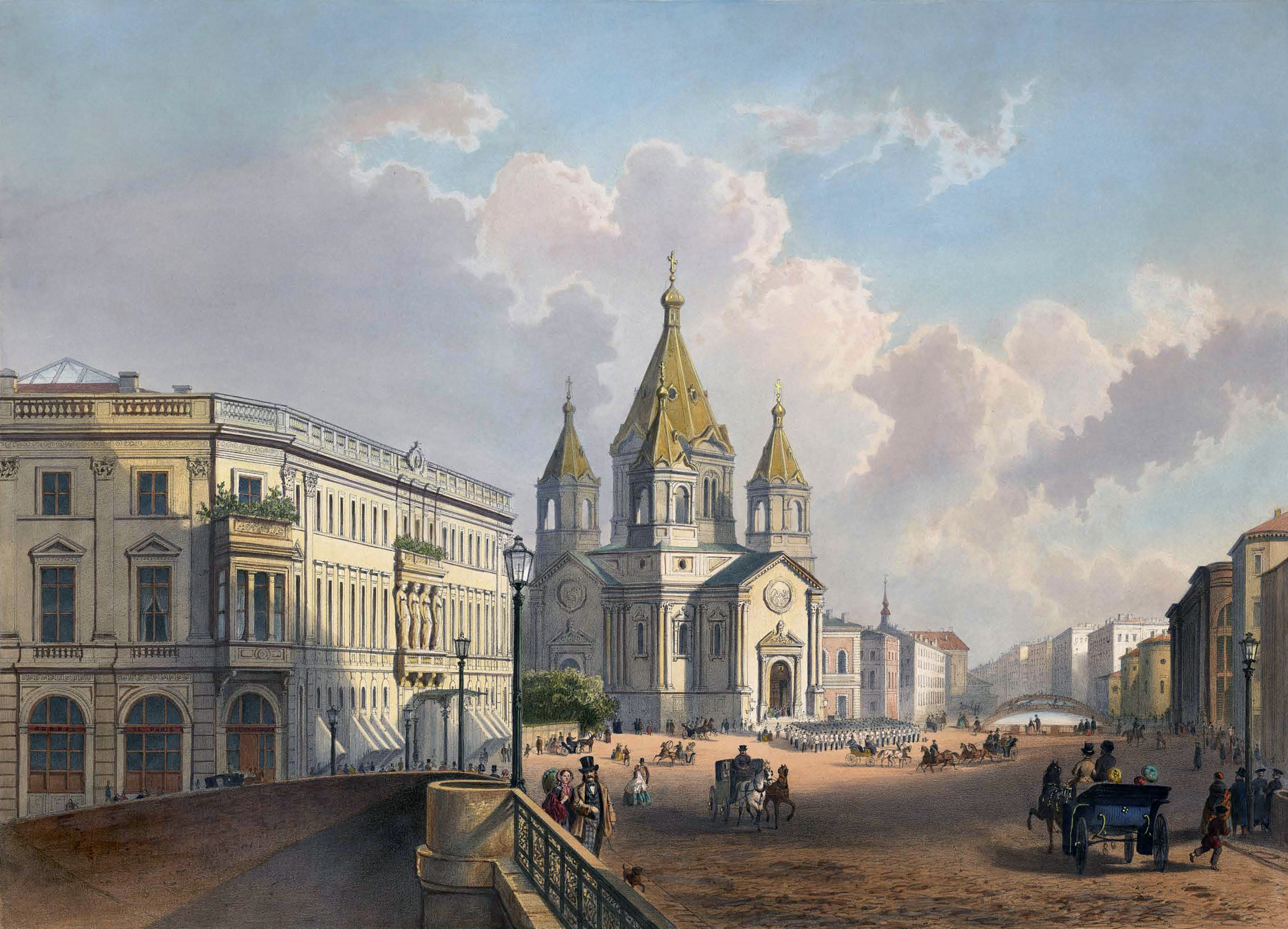
Verkündigung-des-Herrn-Kirche des Leibgarderegiments zu Pferde (Konstantin Andrejewitsch Thon, 1844–1849)
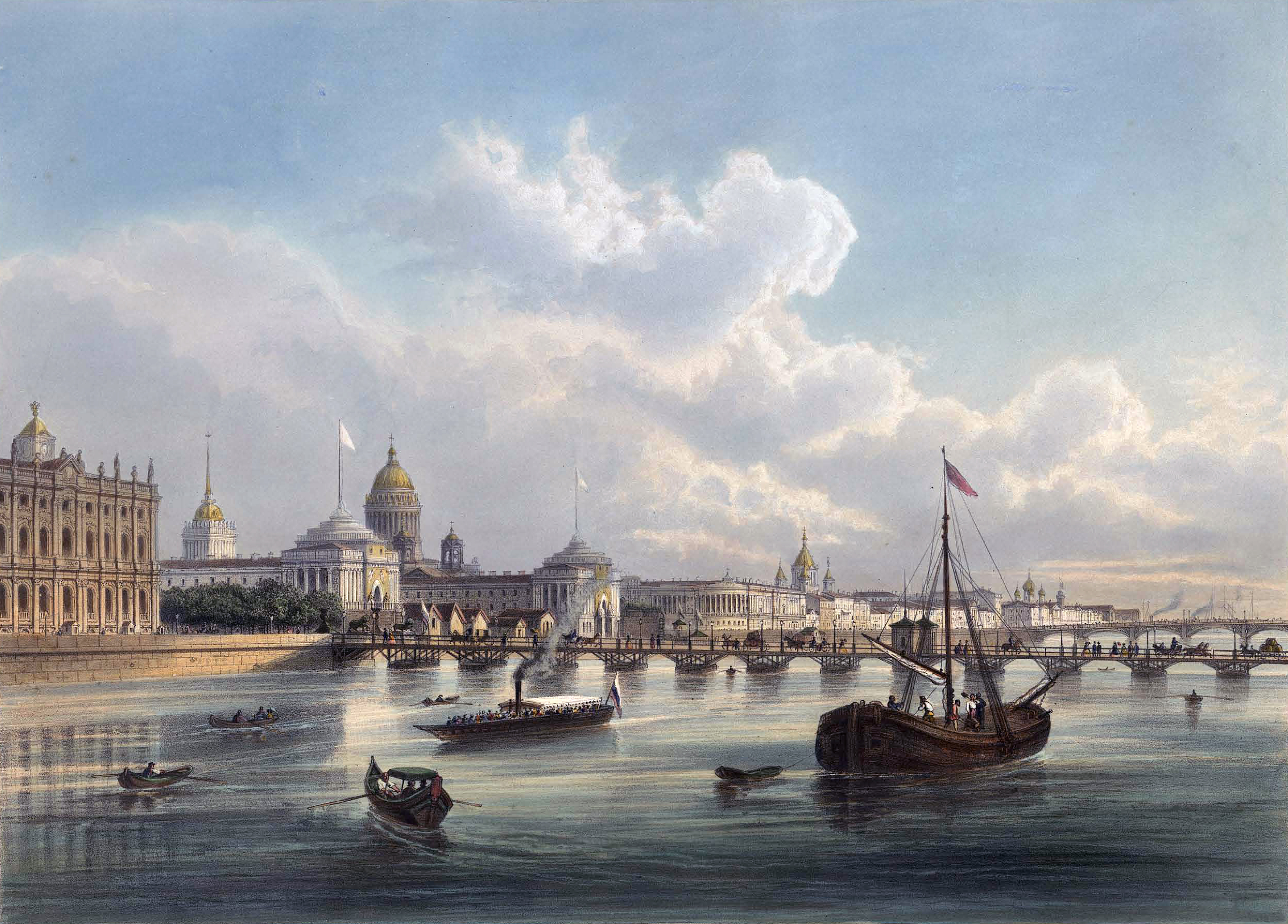
Schlossbrücke
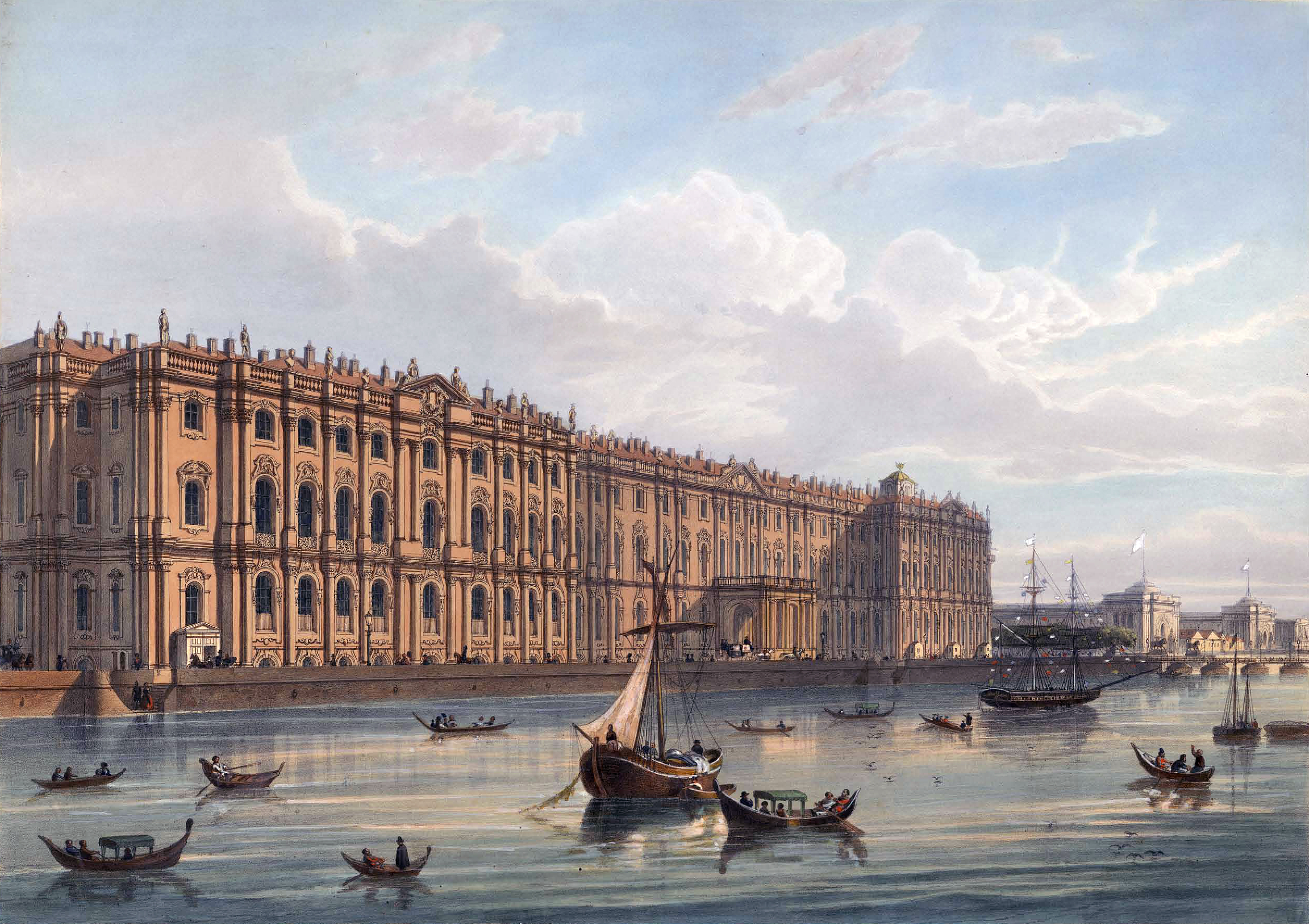
Winterpalast (Nordfassade)
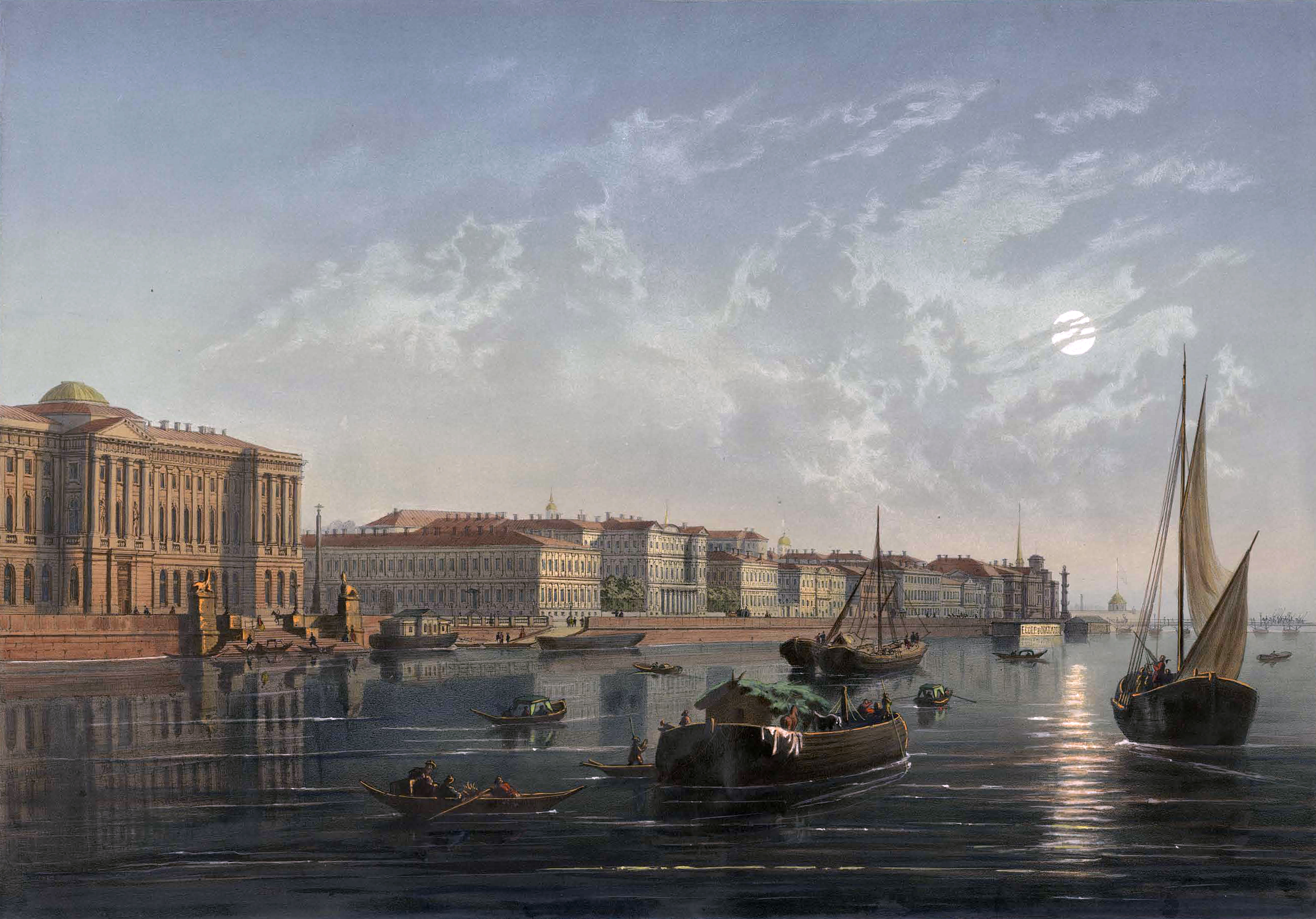
Universitätsufer
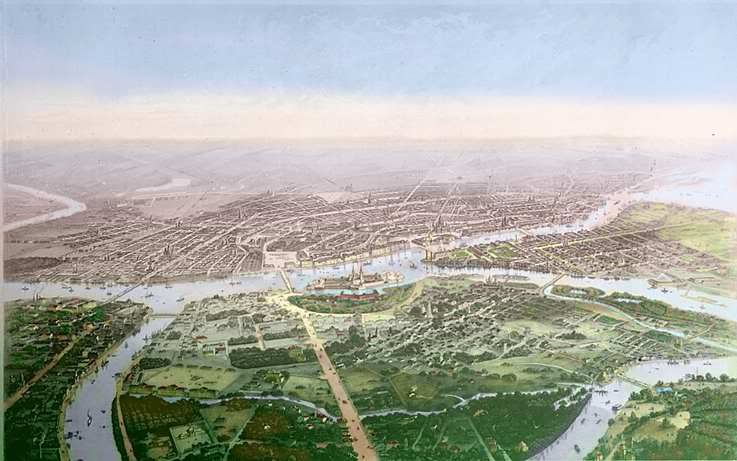
Panorama St. Petersburgs